# Hội nghị Québec lần thứ nhất
Hội nghị Quebec đầu tiên (tên mã "Quadrant") là một hội nghị quân sự cấp cao được bí mật tổ chức trong Thế chiến II giữa Anh, Canada và chính phủ Hoa Kỳ. Hội nghị được tổ chức tại Thành phố Quebec, ngày 17 tháng 8 năm 1943- 24 tháng 8 năm 1943. Nó diễn ra tại Citadelle và tại Château Frontenac. Các đại diện chính là Winston Churchill và Franklin D. Roosevelt, được chủ trì bởi Thủ tướng Canada, William Lyon Mackenzie King.

## Hội thảo
Mặc dù Churchill cho rằng Mackenzie King tham gia vào tất cả các cuộc thảo luận, nhưng Roosevelt phủ nhận ý kiến này. Kết quả là, sự hiếu khách của Mackenzie King gần như hoàn toàn là vì mục đích nghi lễ. Joseph Stalin, lãnh đạo Liên Xô, đã được mời tham gia hội nghị, nhưng ông không tham dự vì lý do quân sự.
Các nước đồng minh đã đồng ý bắt đầu các cuộc thảo luận cho việc lập kế hoạch xâm lược của Pháp, có tên mã là Operation Overlord, trong một báo cáo bí mật bởi Đội ngũ nhân viên kết hợp. Nó đã được đồng ý rằng Overlord sẽ bắt đầu vào ngày 01 tháng 5 năm 1944, nhưng điều này sau đó đã được bỏ qua và một ngày sau đó đã được hoàn thành. Tuy nhiên, Overlord không phải là lựa chọn duy nhất; ví dụ, Chiến dịch Jupiter vẫn là một khả năng mạnh mẽ khiến người Đức tỏ ra quá mạnh mẽ trên bờ biển Pháp. Ở Địa Trung Hải (một nhà hát mà Churchill rất quan tâm), họ quyết tâm tập trung nhiều lực lượng hơn để loại bỏ Ý từ liên minh quyền hạn của Axis và chiếm nó cùng với Corsica. Churchill và Roosevelt đã nói rõ rằng họ sẽ chỉ chấp nhận sự đầu hàng vô điều kiện từ Ý, với việc có một cuộc chiến đấu hoàn toàn và ngay lập tức. Tin tức đến từ sự sụp đổ của Sicily cho lực lượng Đồng minh, một cuộc xâm lược chỉ mất 38 ngày. Sau đó quyết định rằng một cuộc xâm lược của Ý sẽ bắt đầu vào ngày 3 tháng 9 năm 1943. Tuy nhiên, một cuộc đình chiến được ký kết cùng ngày, chính thức đưa Ý ra khỏi chiến tranh.
Đã có các cuộc thảo luận về việc cải thiện sự phối hợp của những nỗ lực của người Mỹ, Anh và Canada để phát triển một quả bom nguyên tử. Churchill và Roosevelt, mà không cần đầu vào Canada, đã ký Hiệp định Quebec, nói rằng các công nghệ hạt nhân sẽ không bao giờ được sử dụng chống lại nhau, rằng họ sẽ không sử dụng nó chống lại bên thứ ba mà không được sự đồng ý của nhau, mà còn là hợp kim ống sẽ không được thảo luận với bên thứ ba. Canada, mặc dù không được đại diện tại cuộc họp cụ thể, đóng một vai trò quan trọng trong thỏa thuận này khi cô là một nguồn chính của uranium và nước nặng, cả hai đều cần thiết trong bom nguyên tử.
Nó đã được quyết định rằng các hoạt động ở Balkans nên hạn chế trong việc cung cấp du kích, trong khi các hoạt động chống lại Nhật Bản sẽ được tăng cường để cạn kiệt nguồn lực của Nhật Bản, cắt đứt các đường truyền thông của họ và đảm bảo các căn cứ phía trước.
Ngoài các cuộc thảo luận chiến lược, liên lạc với Liên Xô và Chiang Kai-shek ở Trung Quốc, hội nghị cũng đưa ra tuyên bố chung về Palestine, nhằm ngăn chặn căng thẳng khi sự chiếm đóng của Anh ngày càng trở nên không thể tránh khỏi. Hội nghị cũng lên án tội ác Đức tại Ba Lan.
Rõ ràng là việc loại bỏ Italy khỏi chiến tranh là ưu tiên chính của Đồng Minh; điều này dự kiến sẽ được thực hiện vào cuối năm 1943. Theo đó, hy vọng tiếp theo là Đức sẽ bị đánh bại vào mùa thu năm 1944, điều này sẽ chỉ để lại Nhật Bản còn lại trong số các cường quốc của Axis.
Sau hội nghị, Churchill đang đi nghỉ tại một trại cá và sau đó, vào ngày 31 tháng 8 năm 1943, gửi một địa chỉ vô tuyến trước khi đi bằng một chuyến tàu đặc biệt đến Washington, DC để tiếp tục cuộc đàm phán với Roosevelt.